# 1046
Het jaar 1046 is het 46e jaar in de 11e eeuw volgens de christelijke jaartelling.

## Gebeurtenissen
- 20 december - Synode van Sutri: In aanwezigheid van koning Hendrik III worden de problemen rond het pausdom besproken. De drie kandidaten, Benedictus IX, Sylvester III en Gregorius VI worden allen gedwongen hun aanspraken op te geven. Suidger van Morsleben, bisschop van Bamberg, wordt als Clemens II tot paus benoemd.
- Paus Clemens II kroont koning Hendrik III tot keizer.
- Hendrik III dwingt Casimir I van Polen de onafhankelijkheid van Pommeren onder hertog Siemomysl en de Boheemse bezetting van Silezië te erkennen.
- Koning Peter Orseolo van Hongarije wordt afgezet.
- Vanwege zijn rebellie verliest Godfried II van Lotharingen zijn titels. Ook Boudewijn V van Vlaanderen, die hem steunde, verliest zijn Duitse rijkslenen, inbegrepen de mark Valencijn.
- Bisschop Bernold van Utrecht krijgt grafelijke rechten over Hamaland. Zijn rechten op Drenthe worden bevestigd.
- Gelre wordt een graafschap.
- Andria wordt gesticht.
- Voor het eerst genoemd: Anderlecht, Eerbeek, Haaltert, La Roche-en-Ardenne, Marchovelette

## Opvolging
- Apulië: Willem met de IJzeren Arm opgevolgd door zijn broer Drogo
- Hongarije: Peter Orseolo afgezet zonder duidelijke opvolger
- katapanaat van Italië: Eustathios Palatinos opgevolgd door Ioannes Raphael
- Neder-Lotharingen: Gozelo II opgevolgd door Frederik van Luxemburg
- Opper-Lotharingen: Godfried II opgevolgd door Adalbert van Metz
- Meißen: Ekhard II opgevolgd door Willem IV van Weimar
- paus: Johannes XX opgevolgd door Clemens II
- Valencijn - Boudewijn V van Vlaanderen vermoedelijk opgevolgd door Reinier van Hasnon (jaartal bij benadering)

## Geboren
- 8 mei - Constantia van Bourgondië, echtgenote van Alfons VI van Castilië
- Ingegerd van Noorwegen, echtgenote van Olaf I van Denemarken en Filips van Zweden
- Mathilde van Toscane, markgravin van Toscane (1076-1115)

## Overleden
- 24 januari - Ekhard II, markgraaf van Meißen (1032-1046)
- 24 september - Gerard Sagredo, Italiaans bisschop en missionaris
- Gozelo II (~38), hertog van Neder-Lotharingen
- Peter Orseolo, koning van Hongarije (1038-1041, 1044-1046) (volgens sommige bronnen)
- Willem met de IJzeren Arm, hertog van Apulië (1042-1046)
- Bernard II, markgraaf van de Noordmark (1018-1046) (jaartal bij benadering)
- Rodulfus Glaber, Bourgondisch kroniekschrijver (jaartal bij benadering)